# Ukośnikowate (pająki)

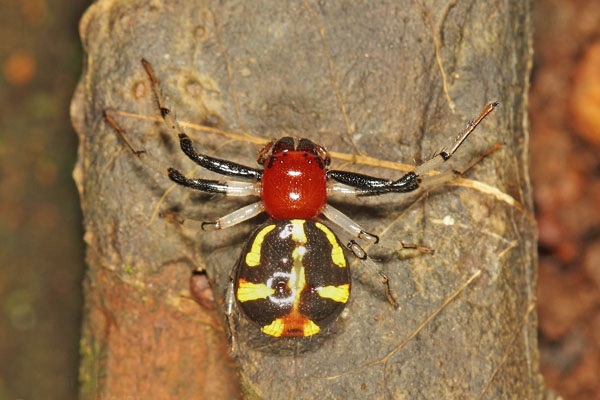
Przedstawiciel rodzaju Camaricus

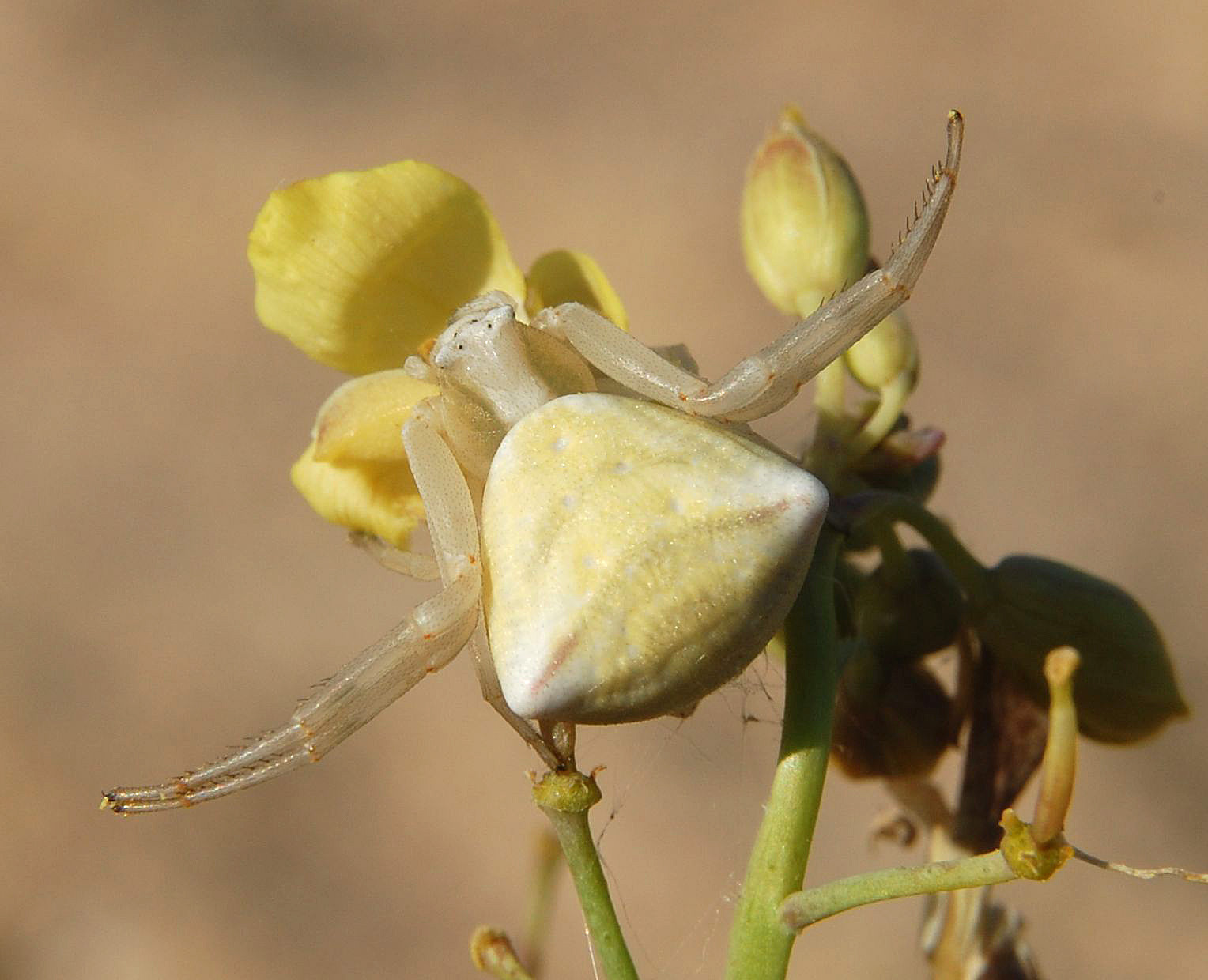
Ukośnik (Thomisus onustus)

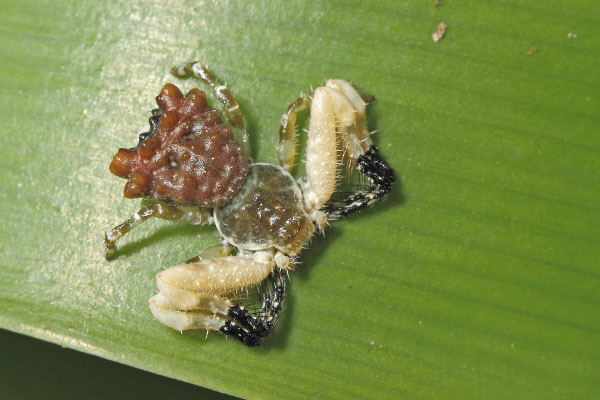
Przedstawiciel rodzaju Phyrnarachne

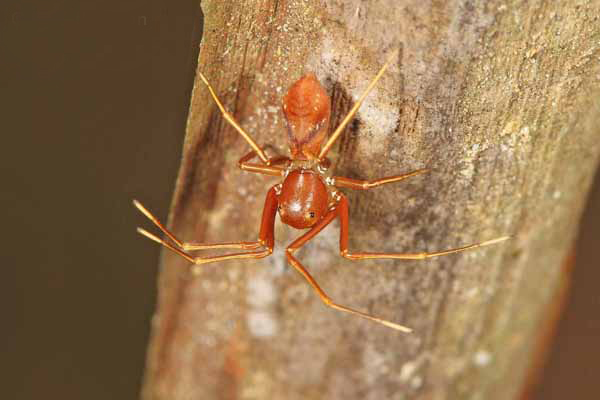
Przedstawiciel rodzaju Amyciaea

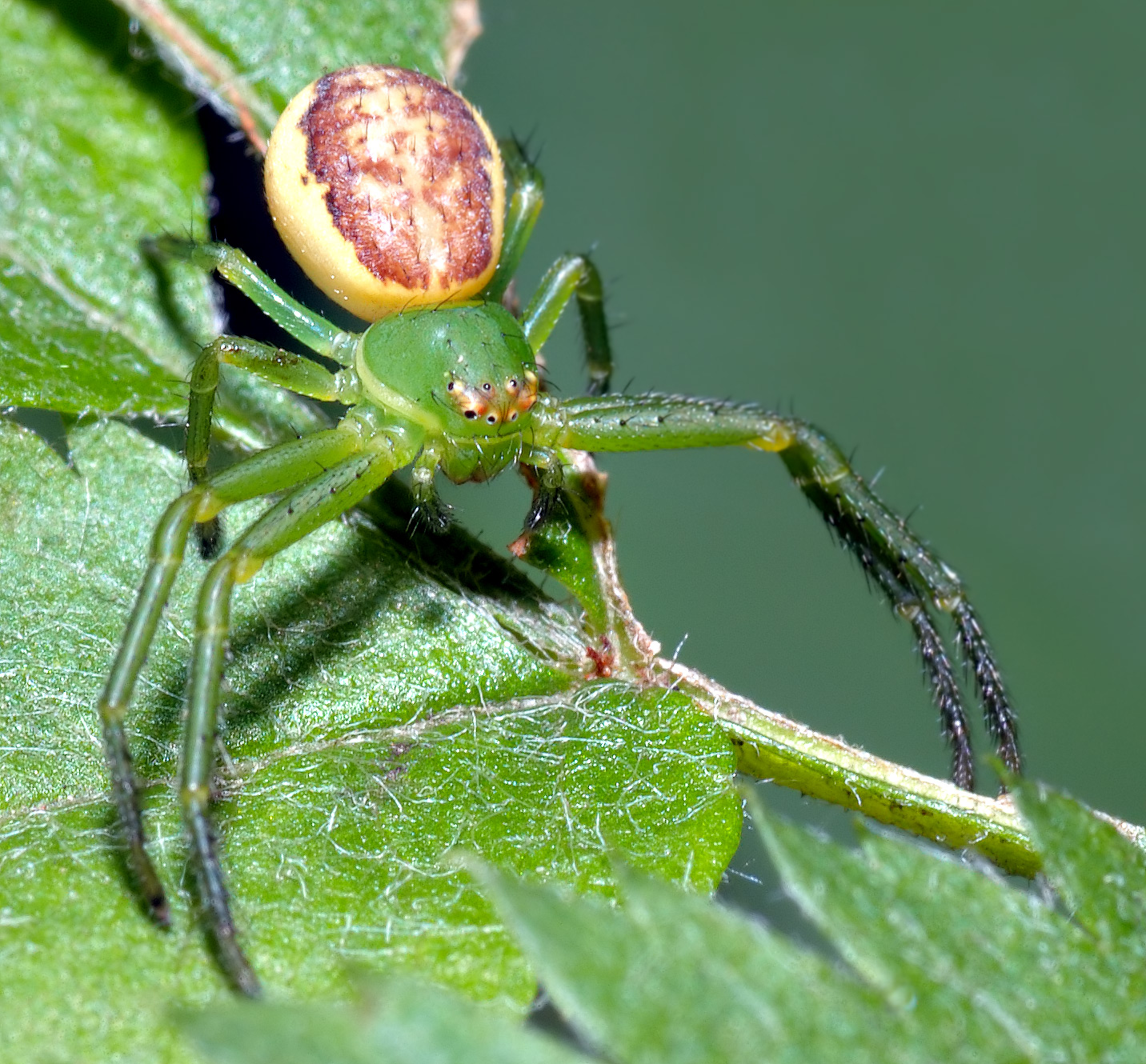
Diaea dorsata

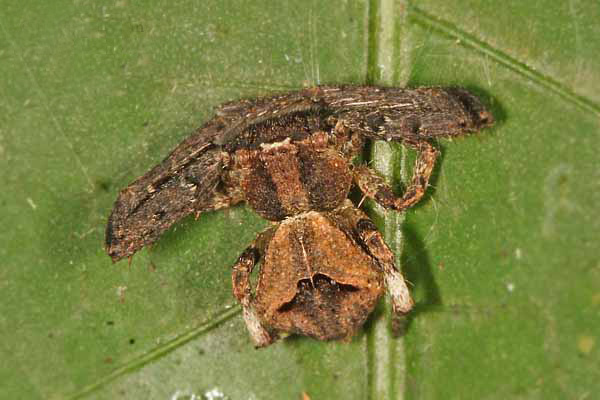
Przedstawiciel rodzaju Angaeus

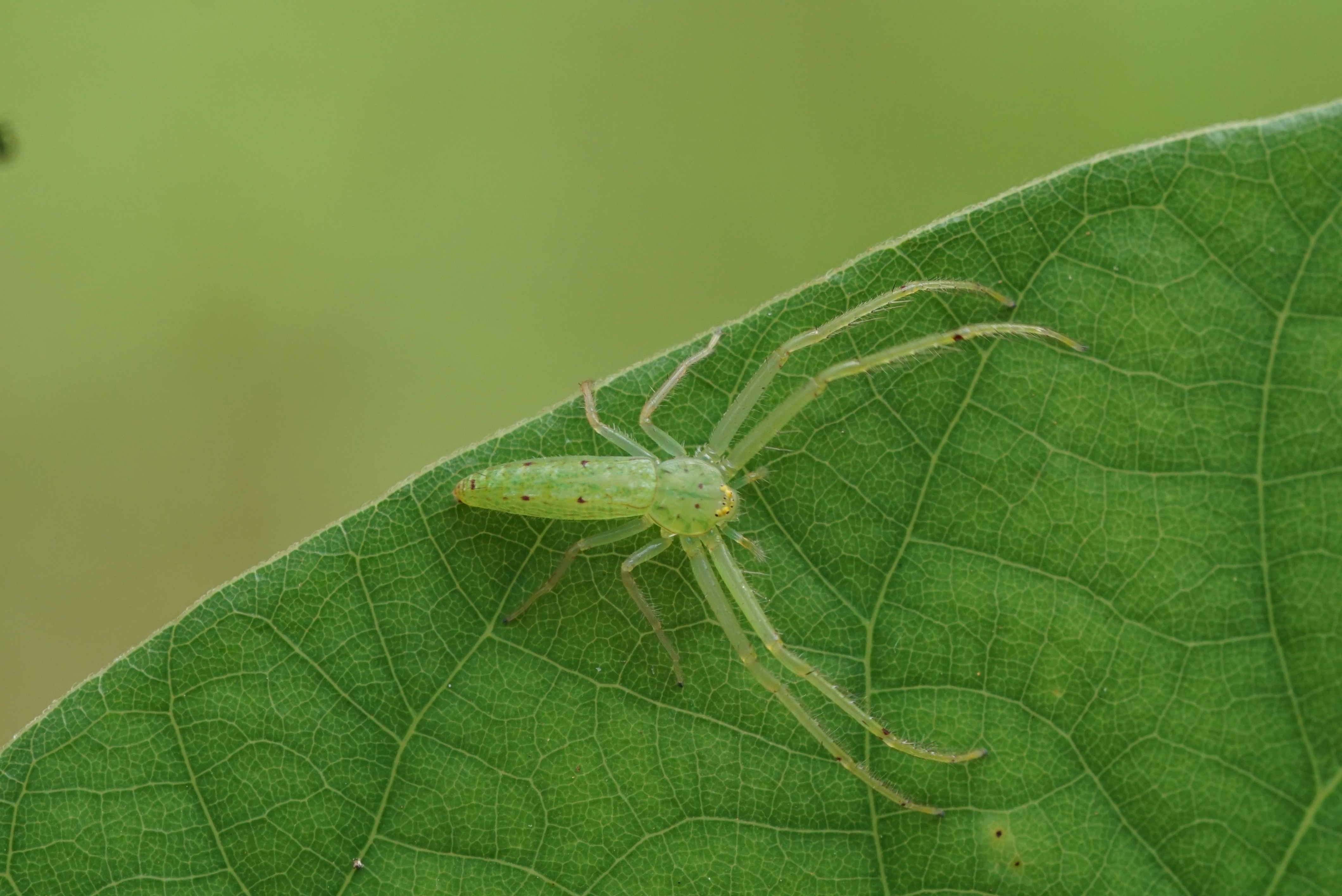
Oxytate virens

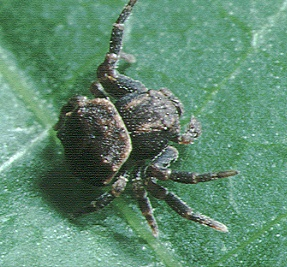
Samiec Boliscus tuberculatus

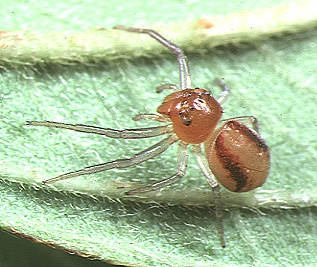
Samica Alcimochthes limbatus

Ukośnikowate (Thomisidae) – kosmopolityczna rodzina pająków, obejmująca ponad 2200 gatunków, sklasyfikowanych w 184 rodzajach. Przedstawiciele cechują się dużą różnorodnością w budowie. Większość pokrojem przypomina kraby i ma dwie początkowe pary odnóży wyraźnie dłuższe od pozostałych. Na ofiary czatują, korzystając z kamuflażu. Nie budują sieci łownych.

## Opis
Pająki te osiągają od 2 do 23 mm długości ciała, które pokrojem zwykle przypomina kraba. Ubarwienie może być jaskrawo białe, różowe, zielone czy żółte lub też stonowane: szarawe lub brązowe. Często występuje nakrapianie i wzór na opistosomie (odwłoku). Kształt karapaksu może być od półkolistego, przez jajowaty do wydłużonego, niekiedy z guzkami lub wzgórkami ocznymi. Ośmioro oczu ustawionych jest w dwóch rzędach po dwie pary. Pary boczne zwykle są większe od środkowych, często osadzone na wzgórkach. Szczękoczułki mogą mieć ząbki na przedniej krawędzi, ale dobrze rozwinięte zęby występują tylko u Stephanopinae. Endyty i warga dolna zwykle mają długość większą niż szerokość. Kształt sternum jest sercowaty. Odnóża mają stopy zwieńczone dwoma pazurkami. Dwie początkowe pary odnóży krocznych są, z wyjątkiem Bominae, dłuższe od pozostałych i ustawione w przód. Kształt opistosomy może być od zaokrąglonego, przez jajowaty po wydłużony, często jest ona szersza niż dłuższa. Tylna krawędź opistosomy sięga poza kądziołki przędne, z których te przedniej pary są krótkie, stożkowate i wąsko odseparowane.
Nogogłaszczki samca cechuje obecność na goleni apofiz: retrolateralnej i wentralnej. Embolus może być rozmaicie wykształcony, natomiast tegulum ma formę dyskowatą. Płytka płciowa samicy zwykle ma haczyk i obrzeżone: przedsionek lub kieszonki wiodące.

## Biologia i występowanie
Pająki te bytują głównie na roślinach, zwłaszcza na liściach. Gatunki naziemne są nieliczne. 
Ukośnikowate przemieszczają się niezgrabnie i często chodzą bokiem. Nie budują sieci łownej. Na swe ofiary czatują z rozłożonymi dwiema początkowymi parami odnóży, korzystając z kamuflażu. Gdy pojawiają się w pobliżu, pająk chwyta je za pomocą wspomnianych odnóży i szybko uśmierca jadem. Toksyczność jadu jest dla owadów wysoka i umożliwia upolowanie ofiary większej od siebie. Upłynnione wnętrzności ofiary są wypijane bez wygniatania, gdyż pająki te mają małe, pozbawione dużych zębów szczękoczułki.
Zaloty wyglądają różnie u poszczególnych rodzajów. Samice u części gatunków tworzą przypłaszczone, jedwabiste kokony, które umieszczają na roślinności. U innych kokony przybierają wygląd wełnisty lub papierowy, umieszczane są na roślinach, pod korą lub kamieniami i strzeżone przez samicę, która jednak często nie dożywa wylęgu.
Takson kosmopolityczny. W Polsce stwierdzono 43 gatunki (zobacz: ukośnikowate Polski).

## Systematyka
Takson ten wprowadzony został w 1833 roku przez Carla Jakoba Sundevalla. W 2004 roku Jörg Wunderlich wyłączył rodzaj Borboropactus w odrębną rodzinę Borboropactidae, jednak krok ten został skrytykowany przez późniejszych autorów i nie został uwzględniony w World Spider Catalogue. W 2016 roku Pekka Lehtinen rozbił ukośnikowate na pięć rodzin:  Thomisidae s. str., Borboropactidae, Stephanopidae, Stiphropidae i Bomidae. Podział ten również nie został zaakceptowany przez autorów World Spider Catalogue z uwagi m.in. na brak analizy filogenetycznej w pracy Lehtinena.
Do 2018 roku opisano 2203 gatunków ukośnikowatych, sklasyfikowanych w 170 rodzajach współczesnych oraz 14 rodzajach wymarłych:
- Acentroscelus Simon, 1886
- Acrotmarus Tang & Li, 2012
- Ascurisoma Strand, 1928
- Alcimochthes Simon, 1885
- Amyciaea Simon, 1885
- Angaeus Thorell, 1881
- Ansiea Lehtinen, 2004
- Aphantochilus O. Pickard-Cambridge, 1871
- Apyretina Strand, 1929
- Australomisidia Szymkowiak, 2014
- Avelis Simon, 1895
- Bassaniana Strand, 1928
- Bassaniodes Pocock, 1903
- Boliscodes Simon, 1909
- Boliscus Thorell, 1891
- Bomis L. Koch, 1874
- Bonapruncinia Benoit, 1977
- Boomerangia Szymkowiak, 2014
- Borboropactus Simon, 1884
- Bucranium O. Pickard-Cambridge, 1881
- Camaricus Thorell, 1887
- Carcinarachne Schmidt, 1956
- Cebrenninus Simon, 1887
- Ceraarachne Keyserling, 1880
- Cetratus Kulczyński, 1911
- Coenypha Simon, 1895
- Coriarachne Thorell, 1870
- Corynethrix L. Koch, 1876
- Cozyptila Lehtinen & Marusik, 2005
- Crockeria Benjamin, 2016
- Cupa Strand, 1906
- Cymbacha L. Koch, 1874
- Cymbachina Bryant, 1933
- Cynathea Simon, 1895
- Cyriogonus Simon, 1886
- Deltoclita Simon, 1887
- Demogenes Simon, 1895
- Diaea Thorell, 1869
- Dietopsa Strand, 1932
- Dimizonops Pocock, 1903
- Diplotychus Simon, 1903
- Domatha Simon, 1895
- Ebelingia Lehtinen, 2004
- Ebrechtella Dahl, 1907
- †Ecotona Lin, Zhang & Wang, 1989
- Emplesiogonus Simon, 1903
- Epicadinus Simon, 1895
- Epicadus Simon, 1895
- Epidius Thorell, 1877
- Erissoides Mello-Leitão, 1929
- Erissus Simon, 1895
- †Facundia Petrunkevitch, 1942
- Felsina Simon, 1895
- †Fiducia Petrunkevitch, 1950
- †Filiolella Petrunkevitch, 1955
- Firmicus Simon, 1895
- Geraesta Simon, 1889
- Gnoerichia Dahl, 1907
- Haedanula Caporiacco, 1941
- Haplotmarus Simon, 1909
- Hedana L. Koch, 1874
- Henriksenia Lehtinen, 2004
- Herbessus Simon, 1903
- Heriaesynaema Caporiacco, 1939
- Heriaeus Simon, 1875
- Heterogriffus Platnick, 1976
- †Heterotmarus Wunderlich, 1988
- Hewittia Lessert, 1928
- Hexommulocymus Caporiacco, 1955
- Holopelus Simon, 1886
- Ibana Benjamin, 2014
- Indosmodicinus Sen, Saha & Raychaudhuri, 2010
- Indoxysticus Benjamin & Jaleel, 2010
- Iphoctesis Simon, 1903
- Isala L. Koch, 1876
- Isaloides F. O. Pickard-Cambridge, 1900
- †Komisumena Ono, 1981
- Lampertia Strand, 1907
- Latifrons Kulczyński, 1911
- Ledouxia Lehtinen, 2004
- Leroya Lewis & Dippenaar-Schoeman, 2014
- Loxobates Thorell, 1877
- Loxoporetes Kulczyński, 1911
- Lycopus Thorell, 1895
- Lysiteles Simon, 1895
- Massuria Thorell, 1887
- Mastira Thorell, 1891
- Mecaphesa Simon, 1900
- Megapyge Caporiacco, 1947
- Metadiaea Mello-Leitão, 1929
- Micromisumenops Tang & Li, 2010
- †Miothomisus Zhang, Sun & Zhang, 1994
- Misumena Latreille, 1804
- Misumenoides F. O. Pickard-Cambridge, 1900
- Misumenops F. O. Pickard-Cambridge, 1900
- Misumessus Banks, 1904
- Modysticus Gertsch, 1953
- Monaeses Thorell, 1869
- Musaeus Thorell, 1890
- Mystaria Simon, 1895
- Narcaeus Thorell, 1890
- Nyctimus Thorell, 1877
- Ocyllus Thorell, 1887
- Onocolus Simon, 1895
- Ostanes Simon, 1895
- Oxytate L. Koch, 1878
- Ozyptila Simon, 1864
- Pactactes Simon, 1895
- Pagida Simon, 1895
- †Palaeoxysticus Wunderlich, 1985
- Parabomis Kulczyński, 1901
- Parasmodix Jézéquel, 1966
- Parastrophius Simon, 1903
- Parasynema F. O. Pickard-Cambridge, 1900
- †Parvulus Zhang, Sun & Zhang, 1994
- Pasias Simon, 1895
- Pasiasula Roewer, 1942
- Peritraeus Simon, 1895
- Phaenopoma Simon, 1895
- Pharta Thorell, 1891
- Pherecydes O. Pickard-Cambridge, 1883
- Philodamia Thorell, 1894
- Philogaeus Simon, 1895
- Phireza Simon, 1886
- Phrynarachne Thorell, 1869
- Physoplatys Simon, 1895
- Pistius Simon, 1875
- Plancinus Simon, 1886
- Plastonomus Simon, 1903
- Platyarachne Keyserling, 1880
- Platythomisus Doleschall, 1859
- Poecilothomisus Simon, 1895
- Porropis L. Koch, 1876
- Prepotelus Simon, 1898
- Pseudamyciaea Simon, 1905
- Pseudoporrhopis Simon, 1886
- Pycnaxis Simon, 1895
- Pyresthesis Butler, 1880
- Reinickella Dahl, 1907
- Rejanellus Lise, 2005
- Rhaebobates Thorell, 1881
- Runcinia Simon, 1875
- Runcinioides Mello-Leitão, 1929
- Saccodomus Rainbow, 1900
- Scopticus Simon, 1895
- Sidymella Strand, 1942
- Simorcus Simon, 1895
- Sinothomisus Tang, Yin, Griswold & Peng, 2006
- Smodicinodes Ono, 1993
- Smodicinus Simon, 1895
- Soelteria Dahl, 1907
- Spilosynema Tang & Li, 2010
- Stephanopis O. Pickard-Cambridge, 1869
- Stephanopoides Keyserling, 1880
- Stiphropella Lawrence, 1952
- Stiphropus Gerstäcker, 1873
- Strigoplus Simon, 1885
- Strophius Keyserling, 1880
- †Succinaenigma Wunderlich, 2004
- †Succiraptor Wunderlich, 2004
- Sylligma Simon, 1895
- Synaemops Mello-Leitão, 1929
- Synalus Simon, 1895
- Synema Simon, 1864
- †Syphax C.L. Koch & Berendt, 1854
- Tagulinus Simon, 1903
- Tagulis Simon, 1895
- Talaus Simon, 1886
- Tarrocanus Simon, 189
- Taypaliito Barrion & Litsinger, 1995
- Tharpyna L. Koch, 1874
- Tharrhalea L. Koch, 1875
- †Thomisidites Straus, 1967
- †Thomisiraptor Wunderlich, 2004
- Thomisops Karsch, 1879
- Thomisus Walckenaer, 1805
- Titidiops Mello-Leitão, 1929
- Titidius Simon, 1895
- Tmarus Simon, 1875
- Trichopagis Simon, 1886
- Ulocymus Simon, 1886
- Uraarachne Keyserling, 1880
- Wechselia Dahl, 1907
- Xysticus C. L. Koch, 1835 – bokochód
- Zametopina Simon, 1909
- Zygometis Simon, 1901